# Bessy (stripreeks)
De avonturen van Bessy is een stripreeks gecreëerd door WIREL, een pseudoniem dat staat voor het samenwerkingsverband tussen Willy Vandersteen en Karel Verschuere. De reeks speelt zich af in het Wilde Westen waar de langharige collie Bessy en haar baasje Andy Cayoon allerlei avonturen beleven.

## De eerste reeks
In 1952 besloten Willy en Karel een strip te maken geïnspireerd op de toen populaire televisiehond Lassie. De eerste stroken van de strip verschenen in 1952 in de Franstalige krant La Libre Belgique en in 1953 voor het eerst in het Nederlands, in De Standaard en de Katholieke Illustratie, in zwart-wit met een steunkleur, later in vierkleurendruk. Kort hierna verschenen de eerste albums. De reeks raakte ook in Duitsland bekend, en werd daar een enorm succes. De vraag op de Duitse markt werd zelfs zo groot, dat men een apart team Bessy-strips liet tekenen voor Duitsland. Uiteindelijk verschenen er 992 Bessy-albums in Duitsland, inclusief 50 heruitgaven, een absoluut record voor Studio Vandersteen. In 1967 echter besloot Karel Verschuere om op te stappen, alhoewel hij nog enkele albums op freelancebasis maakte. Uiteindelijk verschenen er 164 Nederlandstalige en 151 Franstalige afleveringen. Ook in Zweden kwam de reeks uit, maar daar onder de naam Bessie. Er zijn 92 albums verschenen in de Zweedse taal. Door de massaproductie, die navenant leidde tot mindere kwaliteit, kwam in 1985 een einde aan de Duitse uitgaven, en hield het Bessy-team op te bestaan. Dit team had een wisselende samenstelling. Naast Verschuere die zeker 35 verhalen tekende, werkten Eduard De Rop (zeker 8 verhalen), Frank Sels (zeker 48 verhalen), Bob Vandersteen (zeker 46 verhalen), Walter Laureysens (zeker 136 verhalen), Jean Bosco Safari (zeker 14 verhalen), Jeff Broeckx (zeker 72 verhalen), Marcel Rouffa (15 verhalen), Michel Mahy (zeker 1 verhaal) en Dodo (zeker 5 verhalen) aan de reeks.
Terzijde: de reeks was destijds zo succesvol, dat er in 1961 zelfs een Bessy limonade op de markt kwam, vervaardigd bij brouwerij HOBSOR uit Hoboken. Het logo op flessen en kratten werd ontworpen door Vandersteen.

## Bessy Natuurkommando
Na het stilvallen van de Duitse uitgaven, besloot toenmalig tekenaar Jeff Broeckx de reeks een nieuwe impuls te geven door ze grondig te herzien, dit met scenario's van Marck Meul. De setting veranderde naar de hedendaagse maatschappij, en een nieuw hoofdpersonage kwam opduiken. Dit keer werd veel aandacht besteed aan het thema natuurbescherming. Uiteindelijk verschenen tussen 1985 en 1992 in deze reeks 23 albums en een kortverhaal, De bedreigde diersoort. Dit laatste verscheen in het Zee zon zand stripboek in 1986. In 1985 doken Bessy, Andy en Aneka samen met Dag en Heidi en Sloeber op in het kortverhaal Oudejaarsavond uitgegeven in het Stripfeestboek. Ze ontmoeten er hun tekenaar Jeff Broeckx.

### Nieuwe personages
- Aneka: Aneka is een jonge vrouw, die veel van de natuur houdt, maar ook Andy af en toe eens plaagt
- Kid: Kid is een straatjoch dat met het Natuurkommando meereist
- Mr Bruleyn: directeur van het WWF

## De derde reeks
Nadat de reeks Bessy Natuurkommando was gestopt werd nogmaals een nieuwe strategie aangewend. Jeff Broeckx hertekende de eerste zeven verhalen en het twaalfde verhaal uit de eerste reeks, met een herschreven scenario van Marck Meul. Deze reeks werd uitgegeven tussen 1991 en 1997.

## Adhemar reeks
Er zijn ook zwart-wit albums verschenen die nooit in het Nederlands uitgegeven werden. Ze zijn getekend in de jaren '70-'80 en in totaal daarvan zijn er 40 albums.

## Suske en Wiske
In de reeks Suske en Wiske werden een aantal keren verwijzingen gemaakt naar andere succesreeksen van Willy Vandersteen.
- In album De spokenjagers rijden Suske en Wiske en Sidonia met een wagen een reclamebord voorbij met De Avonturen van Bessy.
- In album De zwarte zwaan staat Bessy zelfs twee pagina's lang in de belangstelling. Jerom en Lambik, die in dat verhaal journalist zijn, interviewen Bessy als zij de Wereldtentoonstelling te Brussel bezoekt.